# Bulgaria Air
Bulgaria Air (bulgarisch България Еър) ist die nationale Fluggesellschaft Bulgariens mit Sitz in Sofia und Basis auf dem Flughafen Sofia.

## Geschichte
Bulgaria Air wurde 2002 als Nachfolgerin der insolventen Balkan Bulgarian Airlines gegründet. Auf Anordnung des bulgarischen Ministers für Transport und Kommunikation wurde sie im November 2002 zum Flag-Carrier Bulgariens erklärt. Damit erhielt sie die Lizenz, einige der profitabelsten bulgarischen Flugverbindungen zu bedienen.
Der Flugbetrieb begann im Dezember 2002 mit der Übernahme der Flüge der Balkan Bulgarian Airlines, die Insolvenz angemeldet hatte.
Ab 2005 wurde Bulgaria Air privatisiert. 2007 übernahm die bulgarische Fluggesellschaft Hemus Air zu 99,9 % den Vorsitz über die Bulgaria Air unter dem Versprechen, weitere 86 Millionen Euro für den Ausbau der Flotte zu zahlen. Im Rahmen dieser Investitionen soll Bulgaria Air 15 neue Flugzeuge zur Erweiterung ihres Streckennetzes sowie ihrer Wettbewerbsfähigkeit erhalten.
Seit 2007 befinden sich die drei bulgarischen Gesellschaften Bulgaria Air, Hemus Air und Viaggio Air endgültig im Besitz der Hemus Air und damit der Balkan Hemus Group mit gemeinsamer Führung. Seit September 2007 trugen alle Flugnummern der Flüge von Bulgaria Air, Hemus Air und Viaggio Air den IATA-Code FB der Bulgaria Air. Im Zuge der Vereinheitlichung sind seit Anfang 2009 die beiden Markennamen Hemus Air und Viaggio Air komplett verschwunden. Die Marke Bulgaria Air bleibt damit als einzige der drei erhalten. Bulgaria Air bündelt damit die Flugziele, Flugzeuge sowie Flugstrecken aller drei Gesellschaften in sich.
2016 gründete Bulgaria Air eine Charterfluggesellschaft namens Bul Air.
Seit dem 15. Juni 2022 schreibt sich die Fluggesellschaft auf Kyrillisch България Еър. Davor war sie als България Ер registriert.

## Flugziele
Bulgaria Air fliegt von Sofia vor allem zahlreiche Metropolen und Urlaubsziele Europas an. Im deutschsprachigen Raum werden Berlin, Frankfurt am Main, und Zürich angeflogen.
Codesharing
Bulgaria Air unterhält Codeshare-Abkommen mit folgenden Fluggesellschaften:
| - Aegean Airlines - Air France - Air Serbia | - Cyprus Airways - Iberia - ITA Airways | - KLM - Qatar Airways - TAROM | - Windrose |

## Flotte

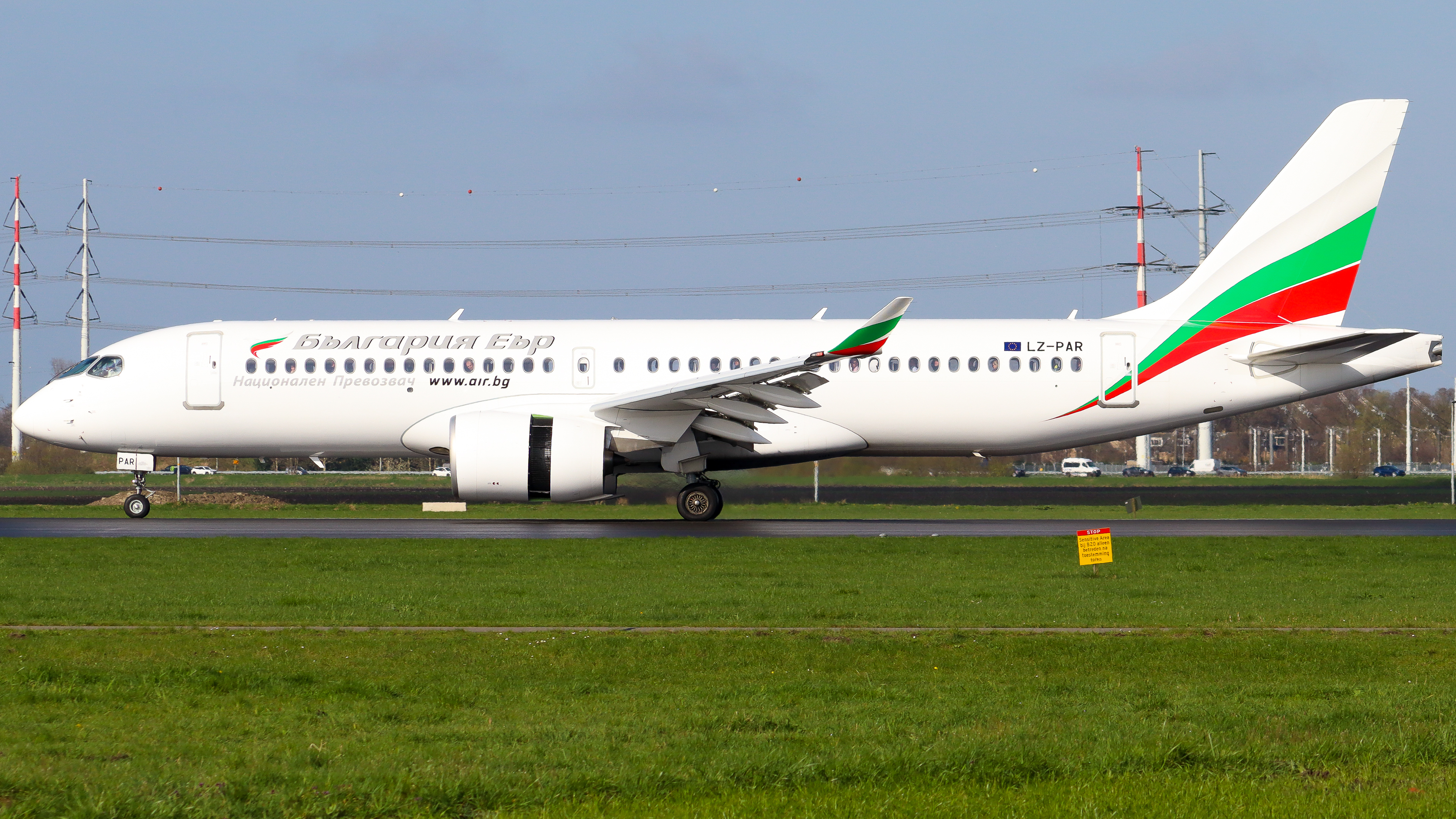
Airbus A220-300 der Bulgaria Air

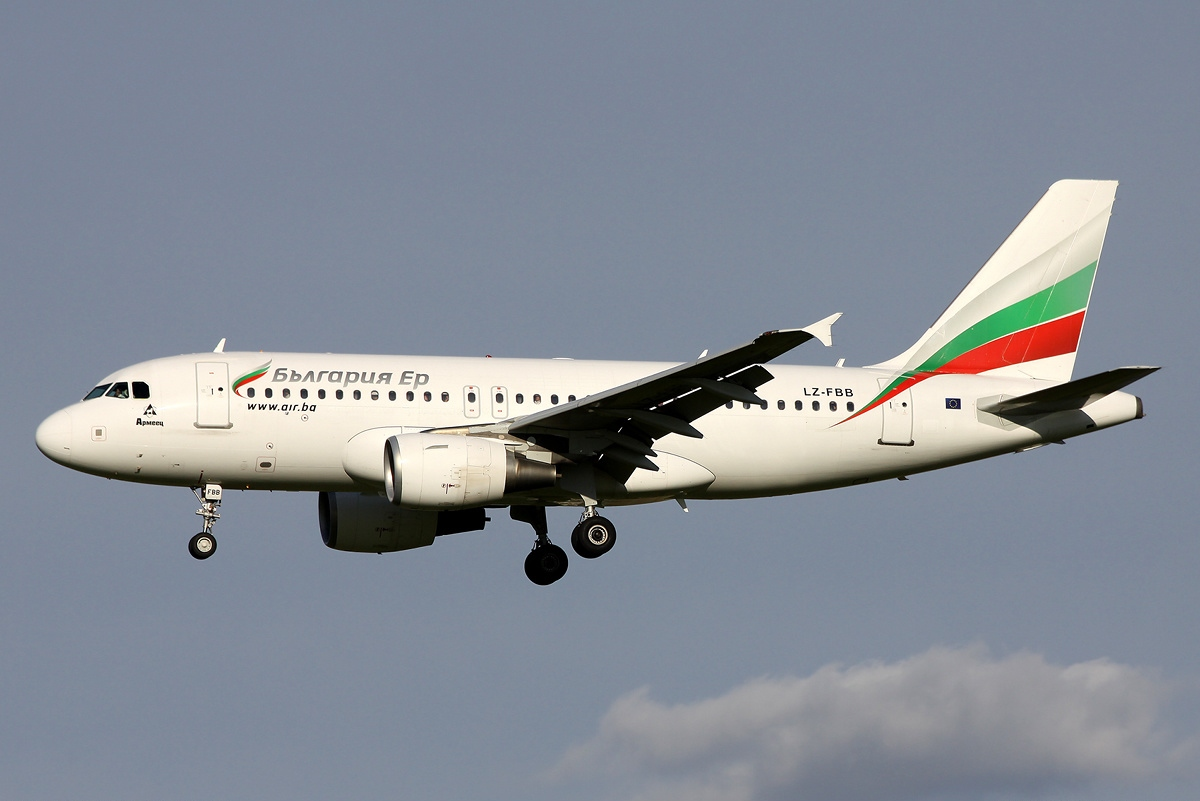
Airbus A319-100 der Bulgaria Air

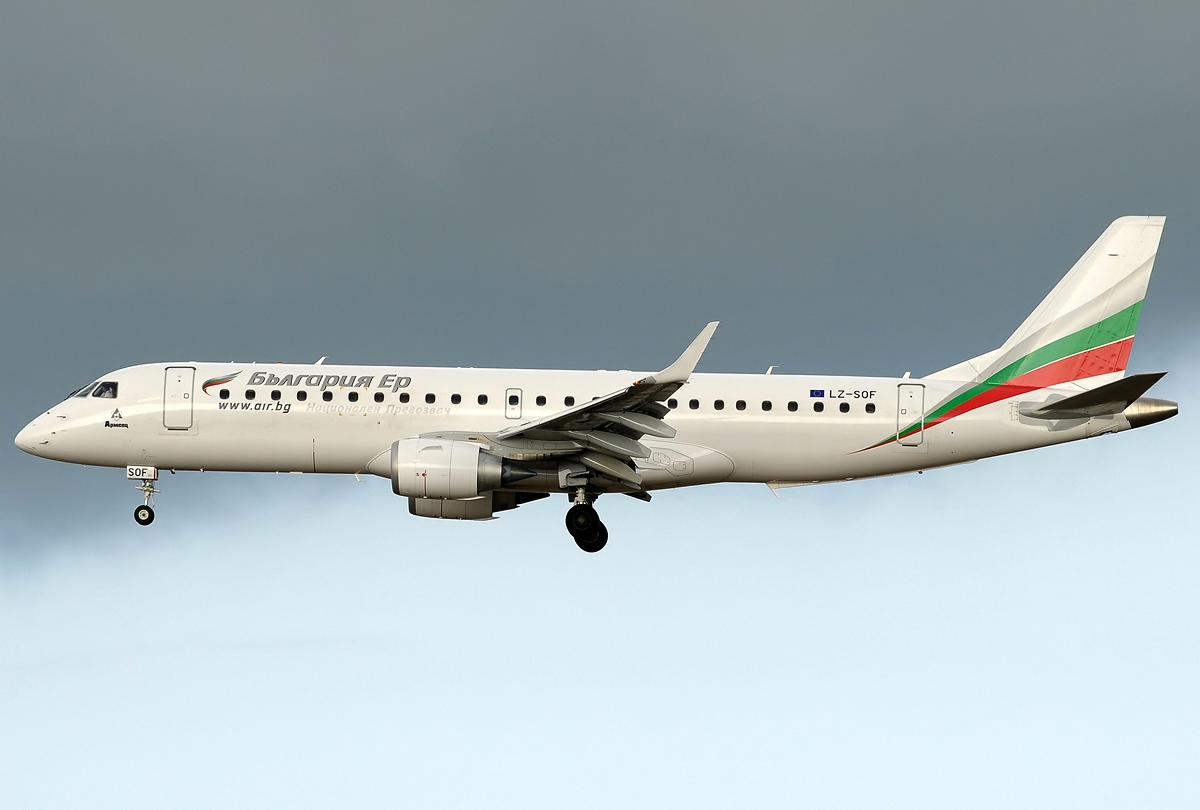
Embraer 190 der Bulgaria Air

Mit Stand August 2025 besteht die Flotte der Bulgaria Air aus 16 Flugzeugen mit einem Durchschnittsalter von 7,4 Jahren:
| Flugzeugtyp     | Anzahl | bestellt | Anmerkungen                                                | Sitzplätze (Business/Economy) | Durchschnittsalter |
| --------------- | ------ | -------- | ---------------------------------------------------------- | ----------------------------- | ------------------ |
| Airbus A220-100 | 02     |          |                                                            | 118 (8/110)                   | 00,8 Jahre         |
| Airbus A220-300 | 05     |          | einer inaktiv                                              | 143 (8/135)                   | 01,6 Jahre         |
| Airbus A319-100 | 01     |          |                                                            | 140 (8/132)                   | 17,8 Jahre         |
| Airbus A320-200 | 04     |          | vier mit Sharklets ausgestattet; zwei betrieben für Condor | 180 (-/180)                   | 9,6 Jahre          |
| Embraer ERJ-190 | 04     |          |                                                            | 108 (8/100)                   | 13,2 Jahre         |
| Gesamt          | 16     | -        |                                                            |                               | 07,4 Jahre         |

### Ehemalige Flugzeugtypen
Zuvor betrieb Bulgaria Air unter anderem auch folgende Flugzeugtypen:
- Boeing 737-300
- Boeing 737-500
- BAe 146-200
- BAe 146-300
- BAe Avro RJ70

## Trivia
- 2024 wurde Bulgaria Air vom Travel-Tech-Unternehmen Air Help als Ergebnis einer Analyse von 109 Fluggesellschaften nach Faktoren wie Kundenzufriedenheit, Pünktlichkeit und dem Umgang mit Entschädigungsforderungen, auf den 106. Platz gereiht und damit zur viertschlechtesten Fluggesellschaft gekürt.[7]